# Indianapolis Tennis Championships 2009
Indianapolis Tennis Championships 2009 — тенісний турнір, що проходив на кортах з твердим покриттям у місті Індіанаполіс, США з 20 липня . Належав до категорії ATP World Tour 250.

## Фінальна частина

### Одиночний розряд
Роббі Джінепрі —  Сем Кверрі 6–2, 6–4

### Парний розряд
Ернестс Гулбіс /  Дмитро Турсунов —  Ешлі Фішер /  Джордан Керр 6–4, 3–6, [11–9]